# 不代替的作為義務
不代替的作為義務（ふだいたいてきさくいぎむ）とは、代替的作為義務とは異なり、債務者自身が債務を履行しないと債務の履行とはなりえない義務である。

## 不代替的作為義務に対する強制執行
不代替的作為義務についての強制執行は、一定期間内に債務者が債務の履行をしないときは、履行を促すに相当と認められる金銭を債務者から債権者に対して支払わせることとして、債務者の債務の履行を間接的に強制する強制執行の方法である間接強制の方法により行われる。

## 間接強制の方法により強制執行をなしうる不代替的作為義務の例
- 証券に署名すべき義務[3]
- 株主の名義書換をすべき株式会社の義務[3]

他

## 間接強制の方法により強制執行をなしえないとされる不代替的作為義務の例
- 夫婦の同居義務[4]
- 一流のピアニストやヴァイオリニストがピアノやヴァイオリンを演奏する義務[5]

他